# Diocesi di Gauriana
La diocesi di Gauriana (in latino: Dioecesis Gaurianensis) è una sede soppressa e sede titolare della Chiesa cattolica.

## Storia
Gauriana, forse identificabile con Henchir-Gouraï nell'odierna Algeria, è un'antica sede episcopale della provincia romana di Numidia.
L'unico vescovo noto di Gauriana è Gennaro, che partecipò al sinodo riunito a Cartagine dal re vandalo Unerico nel 484, e che in seguito venne esiliato.
Dal 1933 Gauriana è annoverata tra le sedi vescovili titolari della Chiesa cattolica; dal 21 gennaio 2003 il vescovo titolare è Joseph Louis Jean Boishu, già vescovo ausiliare di Reims.

## Cronotassi dei vescovi
- Gennaro † (menzionato nel 484)

## Cronotassi dei vescovi titolari
- Ernesto Aurelio Ghiglione, O.F.M. † (5 luglio 1951 - 8 giugno 1964 deceduto)
- Teresio Ferraroni † (7 dicembre 1966 - 1º novembre 1974 succeduto vescovo di Como)
- Teodoro Cruz Bacani, Jr. (6 marzo 1984 - 7 dicembre 2002 nominato vescovo di Novaliches)
- Joseph Louis Jean Boishu, dal 21 gennaio 2003